# Henryk Deminet
Henryk Deminet ps. „Miś” (ur. 10 października 1922, zm. 11 maja 1981 w Warszawie) – podharcmistrz, sierżant podchorąży Armii Krajowej, żołnierz batalionu „Zośka”, inżynier mechanik.

## Życiorys
W czasie okupacji niemieckiej działał w konspiracji. Należał do Hufca Wola warszawskich Grup Szturmowych. Brał udział w akcji zdobywania chloranu potasu, potrzebnego do produkcji materiałów wybuchowych oraz w akcji Sonderwagen (grupa ataku). Absolwent Szkoły Podchorążych Rezerwy Piechoty „Agricola”, student Państwowej Wyższej Szkoły Budowy Maszyn i Elektrotechniki im. H. Wawelberga i S. Rotwanda w Warszawie.
Jako dowódca 1. drużyny IV plutonu 1. kompanii „Maciek” batalionu „Zośka” brał udział w powstaniu warszawskim. Przeszedł cały szlak bojowy batalionu. Ranny na Czerniakowie.
Zimą 1948/1949 roku aresztowany przez UB, przebywał w więzieniu śledczym, później karnym.
Po wojnie zdobył tytuł inżyniera mechanika. Był współtwórcą m.in. pieca do wyżarzania w atmosferze ochronnej pracy ciągłej, urządzenia do zatapiania termometrów pod wysokim ciśnieniem oraz urządzenia do automatycznego lutowania.